# 道の駅みぶ
道の駅みぶ（みちのえき みぶ）は、栃木県下都賀郡壬生町大字国谷にある栃木県道71号羽生田上蒲生線の道の駅である。
北関東自動車道の壬生PAに隣接する「みぶハイウェーパーク」をメイン施設に、他「壬生町総合公園(敷地内に壬生町おもちゃ博物館)を含む」及び「とちぎわんぱく公園」より構成されており、その内みぶハイウェーパークはハイウェイオアシスとなっている。

## 施設
当道の駅は、敷地面積が52.4ha（東京ドーム10個分以上）あり、日本国内では最も広い道の駅となっている（2024年6月時点）。また、2021年には防災と災害支援拠点として栃木県内では唯一「防災道の駅」に選定されている（選定時点）。
壬生町では特産品の加工場などが入る管理棟や農産物直売所を新設するとしており、2026年3月の全面リニューアルオープンを目指している。
- 駐車場
  - 普通車：1500台（239台）
  - 大型車：38台（3台）
  - 身障者用：21台（16台）
    - ※（）内は24時間利用可能
- トイレ
  - 男：大 41器（21器）
  - 女：28器（14器）
  - 身体障害者用：7器（3器）
    - ※（）内は24時間使用可能
- 公衆電話
- みぶハイウェーパーク（24時間利用可能）
- とちぎわんぱく公園（8:30 - 18:30（10月 - 2月は、8:30 - 17:30））
  - 教養施設・遊戯施設（9:00 - 17:00（10月 - 2月は、9:00 - 16:00））
- 壬生町総合公園（24時間利用可能）
  - 教養施設 壬生町おもちゃ博物館（9:30 - 16:30）
- 観光交流センター
  - 物産コーナー
  - 飲食コーナー
  - 観光情報コーナー
  - 無料休憩コーナー

## 休館日
- 毎週火曜日（とちぎわんぱく公園の教養施設・遊戯施設）
- 毎週月曜日、年末年始（壬生町総合公園の教養施設）

## アクセス
- 栃木県道71号羽生田上蒲生線
  - 栃木県道172号上田壬生線

## 周辺
- 北関東自動車道壬生PA[1][3][4]